# Planície de Xarur
Planície de Xarur (em armênio: Շարուր Դաշտ; romaniz.: Šarur Dašt), segundo a Geografia de Ananias de Siracena (século VII), foi um gavar (cantão) da província de Airarate, no Reino da Armênia. Compreendia uma área de 450 quilômetros quadrados centrada no curso inferior do rio Arfaneal (Arpa Oriental), que séculos depois tornar-se-ia o distrito de Xarur do extinto Canato de Erevã. Em seu território estava a cidade de Maravã (lit. "Cidade Meda"), próxima da atual Noraxém. Possivelmente pertencia a uma das famílias nobres armênias (nacarares), que também deviam ser proprietários dos distritos adjacentes de Ursazor e Arase. Em 591, com a concessão de vastas porções da Armênia ao imperador Maurício (r. 582–602) pelo xainxá Cosroes II (r. 590–628), boa parte de Airarate foi incorporado na recém-fundada província da Armênia Inferior, mas Xarur continuou sob controle sassânida.